# Білий тигр (фільм)
«Білий тигр» (рос. «Белый тигр») — російський художній фільм Карена Шахназарова. Знятий за мотивами повісті Іллі Бояшова «Танкіст». Перша робота Шахназарова, присвячена війні й, окрім того, наймасштабніший його фільм.

## Сюжет
Після одного з боїв Другої світової війни у підбитому радянському танку виявляють обгорілого, але живого танкіста. Боєць швидко видужує, але він не пам'ятає, хто він. Йому видають нові документи на прізвище Найдьонов. Тим часом лінією фронту ширяться чутки про таємничий невразливий німецький танк, який несподівано з'являється й так само несподівано зникає, встигаючи знищити десятки радянських танків. Той танк прозвали «Білим тигром». Найдьонова підвищують у званні та доручають йому знайти і знищити «Білого тигра». Окрім того, у танкіста виявляється містичне чуття під час битви. Він розповідає, що вміє «слухати» танки, а знищити «Білий тигр» йому доручив сам «танковий бог». Під час одного з боїв екіпаж танку Найдьонова наздоганяє «Білого тигра» в полишеному селі та влаштовує з ним двобій. Німецький танк підбитий, але не знищений. Після бою він знову ховається так, що не вдається віднайти його слідів.
Після капітуляції Німеччини полковник намагається переконати Найдьонова, що війна закінчилася, але той не погоджується: «Поки „Білий тигр“ не знищений, війна не закінчиться, — переконаний Найдьонов. — Він вичекає двадцять років або сто, але він обов'язково з'явиться знову та завдасть удару».
У фінальній сцені в темному кабінеті Гітлер виправдовується перед таємничим незнайомцем з приводу війни: «Війна не має початку або кінця, — каже німецький диктатор, — війна — це саме життя».

## Історія створення

### Задум
На думку Шахназарова, кожен режисер його покоління має зняти фільм про війну. «По-перше, мій покійний батько був фронтовиком, — пояснює Шахназаров, — він воював два роки. Цей фільм — в якійсь мірі пам'ять про нього, про його товаришів. І друге, можливо, найважливіше: чим далі війна віддаляється в часі, тим важливішою та принциповішою подією історії вона стає. Нам постійно відкриваються все нові її грані». Однак, можливо, режисер і не звернувся б до теми війни, якби не прочитав роман Іллі Бояшова «Танкіст, або Білий тигр», що його було покладено в основу фільму. Книга зацікавила Шахназарова новим поглядом на війну, невластивим решті військової прози. Окрім того, Шахназаров зізнається, що зняти фільм про війну він вирішив ще й тому, що, на його думку, сучасному кінематографу не вистачає правди про неї.

### Виробництво
Свій найбільш високобюджетний фільм Шахназаров зняв всього за 3,5 місяці.
Зйомки проводилися на військовому полігоні в районі підмосковного Алабіно, де було споруджено ціле село, на Мосфільмі — на натурному майданчику «Стара Москва», частину якої переробили на зруйноване європейське місто кінця війни, та в павільйонах. У 1-му павільйоні Мосфільму збудували копію зали інженерного училища в Карлсхорсті — там знімалася сцена підписання Акту капітуляції Німеччини. У 3-му павільйоні розмістили макет танка, що імітує рух і постріли, — у ньому знімалися сцени, в яких герої фільму перебувають всередині танка. А в 4-му павільйоні поставили декорації «Кабінет Гітлера», де знімалася його фінальна промова.
Для фільму самарська студія «Рондо-С» створила макет танка в натуральну величину. Він був оснащений дизельним двигуном від військового тягача, що дозволяв сягати швидкості 38 км/год (такої ж, як в оригіналі), і гарматою з пристосуванням для імітації пострілу, що копіює німецьку 8,8 cm KwK 36, якою озброювалися оригінальні «Тигри». Загалом було скопійовано всі деталі, проте важив макет утричі менше, ніж оригінал. Однак у фільмі використаний «загримований» під Тигра радянський танк ІС-2. Доля макета і сенс його виготовлення незрозумілі.

## Кіноляпи
Наприкінці фільму полковник Федотов чомусь носить на грудях орден Слави I ступеня, яким за статутом нагороджували лише рядовий і сержантський склад, а також молодших лейтенантів ВПС в порядку зростання від нижчого, третього ступеня, до найвищого, першого, виключно по черзі. Порушено також і правила носіння орденів на правій стороні мундиру, де ордени навішені у зворотному порядку: орден Червоної Зірки розташований першим, посередині — орден Вітчизняної війни другого ступеня, а останнім — орден Вітчизняної війни першого ступеня.
Полковник Федотова у фінальних сценах носить парадно-вихідний кітель зразка 1943 року з погонами від повсякденної амуніції, підперезаний офіцерським ременем, що було грубим порушенням стройового статуту. Такий кітель носився вільно, без ременя та з іншими погонами. Окрім того, ремінь Федотова не мав обов'язкової портупеї.

## Акторський склад
- Олексій Вертков — Іван Найдьонов
- Віталій Кіщенко — Федотов
- Валерій Гришко — маршал Жуков
- Олександр Вахова — Гак
- Дмитро Биковський-Ромашов — генерал Смирнов
- Герасим Архипов — капітан Шаріпов
- Віталій Дордже — Бердиєв
- Володимир Ільїн — начальник госпіталю
- Марія Шашлова — військовий лікар польового госпіталю
- Карл Кранцковскі — Адольф Гітлер
- Клаус Грюнберг — Ганс-Юрген Штумпф
- Крістіан Редль — Вільгельм Кейтель
- Вільмар Бирі — Ганс-Георг фон Фрідебург
- Ігор Дзічковскій — танкіст з казанком
- Дмитро Фекліна — танкіст, що виглядає з вікна вагона